# Ayuntamiento de Marsella
El ayuntamiento de Marsella (en francés: Hôtel de Ville de Marseille) es la sede del ayuntamiento de la localidad francesa de Marsella, capital del departamento de Bocas del Ródano y de la región de Provenza-Alpes-Costa Azul. El edificio fue designado monumento histórico por el Gobierno francés en 1948.

## Historia
El ayuntamiento original era una estructura antigua que databa al menos de mediados del siglo XIII. A mediados del siglo XVII, estaba en ruinas y, en septiembre de 1653, el primer cónsul de Marsella, Gaspard de Villages, propuso que el ayuntamiento lo derribara y erigiera un nuevo edificio municipal en el lugar.
La primera piedra del nuevo edificio fue colocada por el obispo Étienne de Puget el 25 de octubre de 1653. La construcción se vio gravemente perturbada por bandas armadas que aterrorizaron al país. El edificio fue diseñado por Gaspard Puget y Jean-Baptiste Méolans en estilo barroco, construido en piedra sillar y finalizado en septiembre de 1673.
En 1792, durante la Revolución Francesa, las flores de lis, que formaban parte del escudo de armas de la ciudad sobre la puerta principal, fueron arrancadas por los revolucionarios y reemplazadas por un gorro frigio como señal de protesta. Fueron restauradas unos 30 años más tarde, durante el reinado de Luis XVIII. A principios de 1943, en la Segunda Guerra Mundial, durante la ocupación de la ciudad por las tropas alemanas, el Hôtel de Ville fue uno de los cuatro únicos edificios que sobrevivieron cuando las autoridades alemanas decidieron demoler la mayor parte del área circundante.
Una gran ampliación, construida casi completamente bajo tierra, fue levantada según un diseño de Franck Hammoutène y finalizada en 2006.Las nuevas instalaciones incluyen una enorme cámara del consejo semicircular, salas de comités y espacio para exposiciones. El proyecto también creó una nueva plaza, la Place Villeneuve-Bargemon, en la superficie.

## Características
El diseño del nuevo edificio consta de una fachada principal simétrica de siete secciones frente al Quai du Port, con las dos últimas secciones a cada lado ligeramente proyectadas hacia adelante como pabellones. La sección central de tres tramos presenta una entrada de cabeza cuadrada con ventanas de cabeza redonda a cada lado. Los tramos de la planta baja está flanqueados por columnas y pilastras de orden corintio que sostienen un entablamento.
El primer piso consta de una puerta francesa, flanqueada por un par de ventanas de guillotina con frontones triangulares, y un balcón con una balaustrada de piedra al frente. En el segundo piso hay una escultura en el vano central, flanqueada por un par de paneles Los dos últimos tramos a cada lado estaban fenestrados con ventanas de cabeza redonda en la planta baja, ventanas altas de cabeza cuadrada con frontones segmentados en el primer piso y pequeñas ventanas cuadradas en el segundo piso. Internamente, las salas principales incluyen una bolsa en la planta baja y tres grandes oficinas municipales en el primer piso.

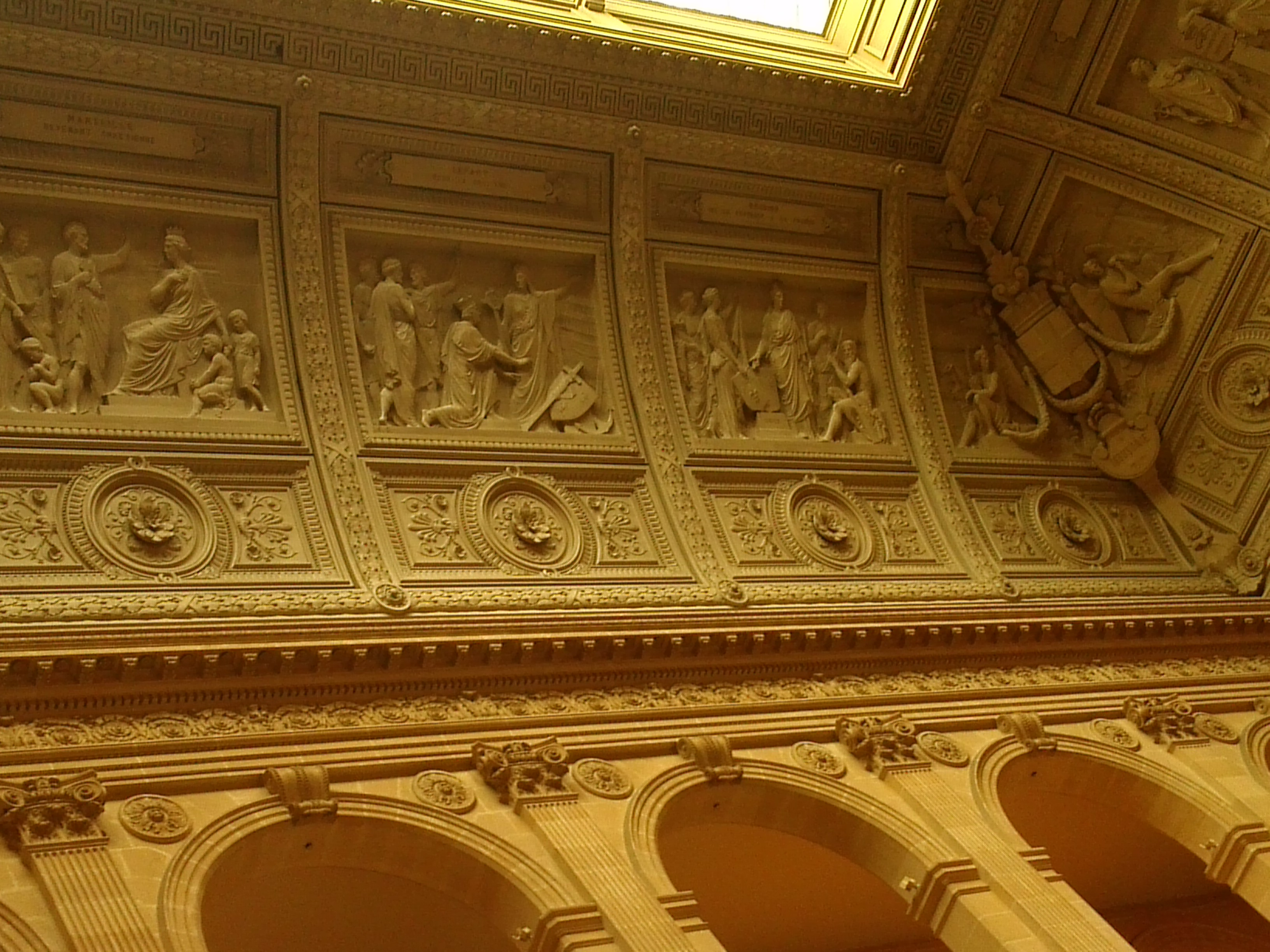
Frescos que representan la historia de Marsella
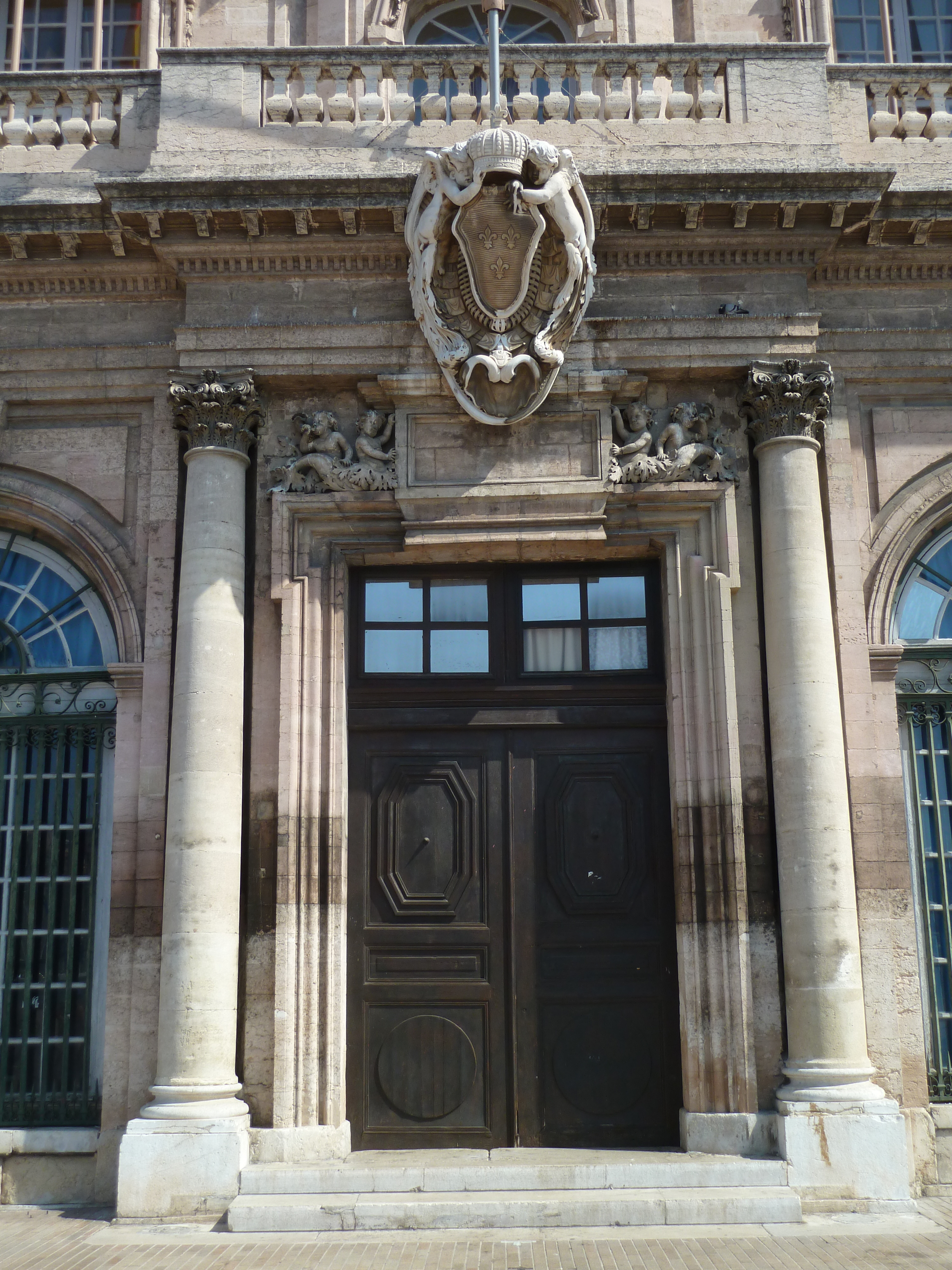
Detalle de la entrada principal
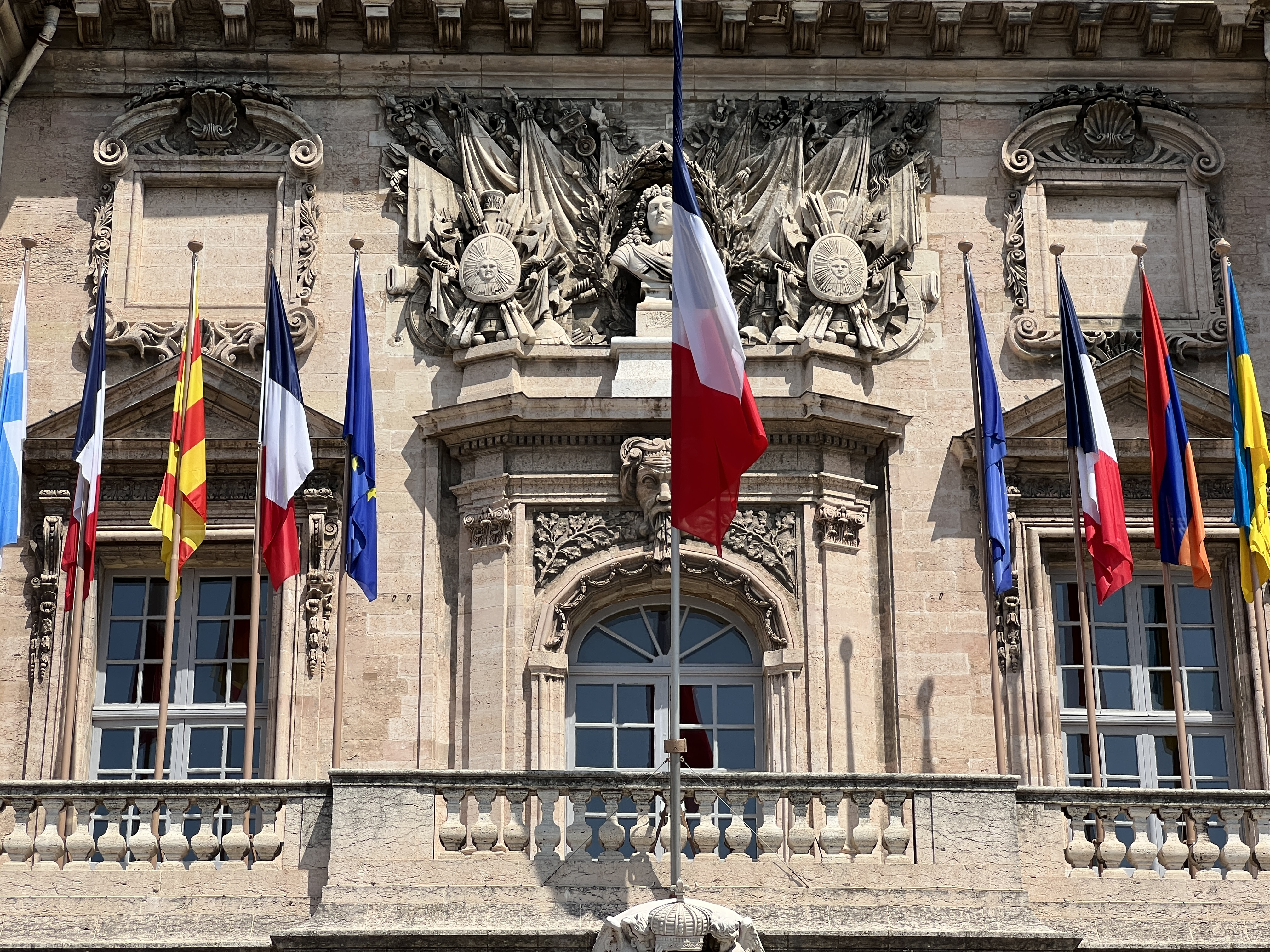
Balconada del primer piso
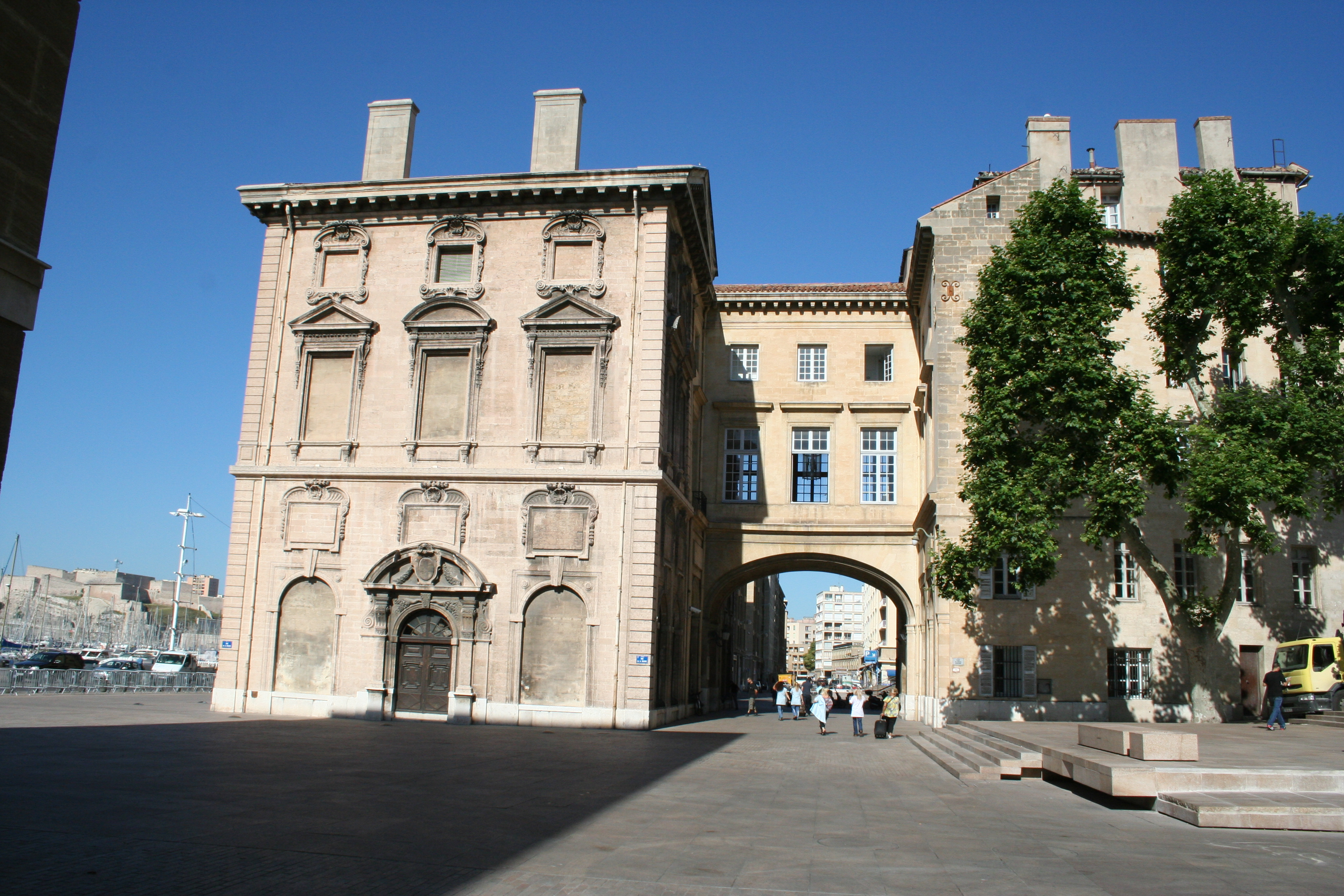
Galería de acceso a la primera planta
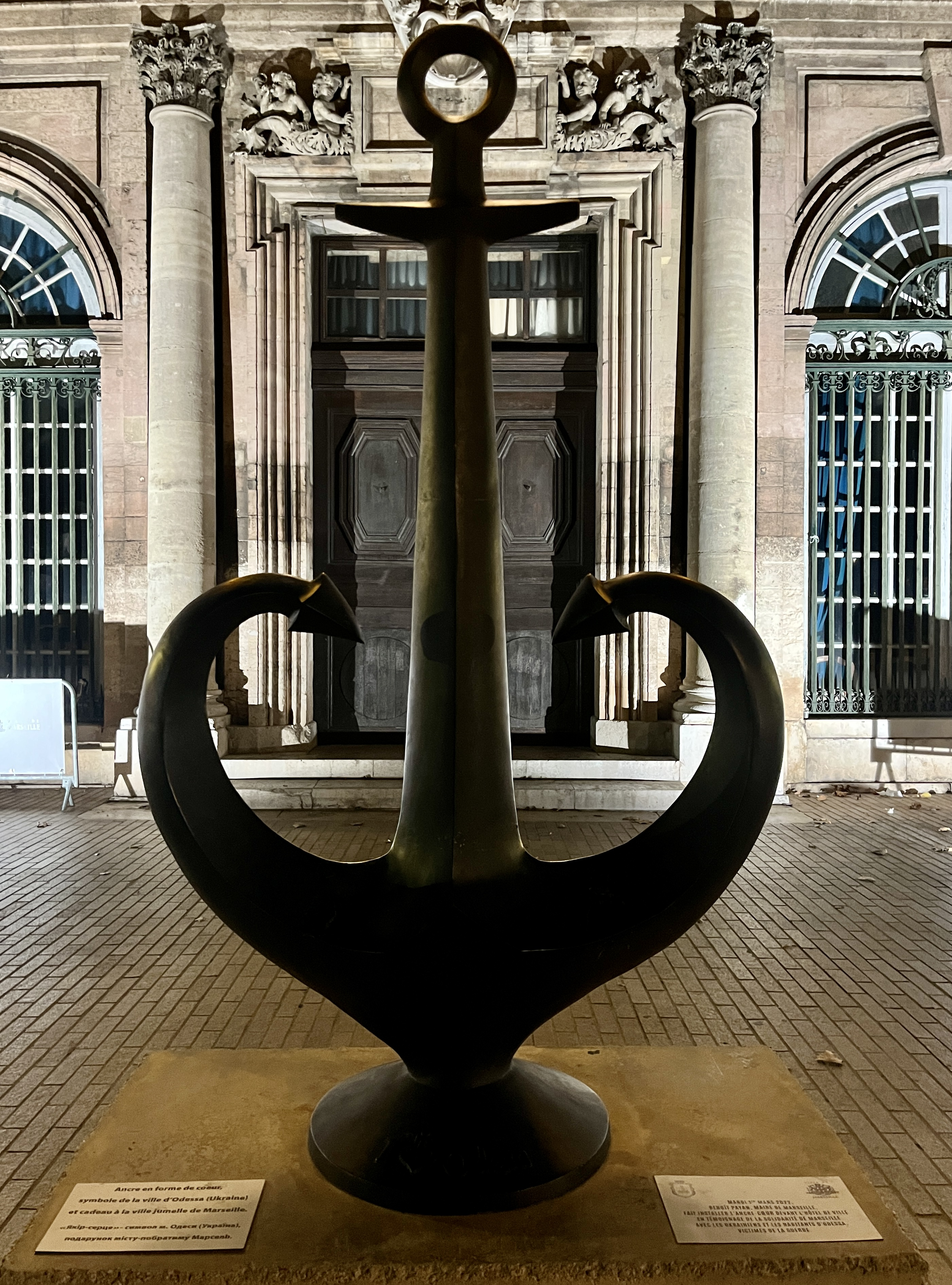
Ancla en forma de corazón frente al ayuntamiento.